# سيكوندتشواري (مقاطعة دلفان)
سيكوندتشواري (بالفارسية: سیکوندچواری) هي قرية تقع في قسم نورعلي الريفي بمقاطعة دلفان في إيران. يقدر عدد سكانها بـ 290 نسمة بحسب إحصاء 2016.